# Кастриньяно-дель-Капо
Кастриньяно-дель-Капо (італ. Castrignano del Capo, сиц. Castrignanu ti lu Capu) — муніципалітет в Італії, у регіоні Апулія,  провінція Лечче.
Кастриньяно-дель-Капо розташоване на відстані близько 550 км на південний схід від Рима, 195 км на південний схід від Барі, 60 км на південь від Лечче.
Населення — 5311 осіб (2014).
Щорічний фестиваль відбувається 29 вересня. Покровитель — Архангел Михаїл (San Michele Arcangelo).

## Демографія
Населення за роками:

Станом на 1 січня 2023 року в муніципалітеті офіційно проживало 166 іноземців з 41 країни, серед них 35 громадян країн Євросоюзу та 8 громадян України.

## Сусідні муніципалітети
- Алессано
- Гальяно-дель-Капо
- Морчіано-ді-Леука
- Пату